# Liparus dirus
Liparus dirus es una especie de escarabajo del género Liparus, familia Curculionidae. Fue descrita científicamente por Johann Friedrich Wilhelm Herbst en 1795.
Se distribuye por Europa: Francia, Austria, Italia, Alemania, Chequia, Suiza y Croacia. La especie se mantiene activa durante los meses de enero, marzo, abril, mayo, junio, julio, agosto y septiembre.